# ウェス・ヘルムズ
ウェスリー・レイ・ヘルムズ（Wesley Ray Helms, 1976年5月12日 - ）は、アメリカ合衆国ノースカロライナ州ガストニア出身の元プロ野球選手（内野手）。右投右打。
叔父のトミーもシンシナティ・レッズなどでプレーした元プロ野球選手。

## 経歴

### プロ入りとブレーブス時代
1994年の1994年のMLBドラフトでアトランタ・ブレーブスから10巡目（全体286位）で指名されプロ入り。
1995年は、A級メイコン・ブレーブスで136試合に出場し、打率.276、11本塁打、85打点の成績を残した。
1996年は、A+級ダーラム・ブルズ、AA級グリーンビル・ブレーブス合計で131試合に出場し、打率.290、17本塁打、76打点という成績を残した。
1997年は、AA級グリーンビル、AAA級リッチモンド・ブレーブス合計で118試合に出場して14本塁打を放ち、3年連続で二ケタ本塁打を記録した。
1998年は、AAA級リッチモンドで125試合に出場して打率.275、13本塁打、75打点という成績を残し、9月5日にメジャーデビューを果たした。同年は、7試合の出場ながら打率.308、1本塁打、2打点、OPS0.923という成績をマークした。
1999年、メジャーでの試合出場はなかった。一方マイナー（ルーキー級、AA級）では、39試合で打率.336、8本塁打、36打点という打撃成績を記録し、強打を発揮した。守備面では、35試合のファースト守備で4失策を犯した。
2000年、2年ぶりにメジャー復帰を果たしたが、僅か6試合の出場に留まった。AAA級リッチモンドでは打率.288、20本塁打、88打点という好成績をマークし、2年連続で大砲として活躍した。一方、守備面では拙守を露呈してしまい、130試合でサードを守って23失策、守備率.933というレベルの低い内容だった。
2001年からは本格的にメジャー定着を果たし、100試合に出場して初の2ケタ本塁打を放った。前年マイナーで大量に失策を犯した守備では、ファーストをメインに守り （77試合）、4失策、守備率.991という安定した成績を残した。また、サードとレフトを守る機会もあった。
2002年、85試合に出場して打率.243と、少し打率が上昇した。守備では内外野のユーティリティ・プレイヤーとして起用され、一塁45試合、三塁24試合、左翼5試合、右翼4試合を守った。シーズンオフに、レイ・キングとのトレードで、ジョン・フォスターと共にミルウォーキー・ブルワーズへ移籍した。

### ブルワーズ時代
2003年は三塁手のレギュラーを獲得。8月に一時DL入りした期間があったものの、自己最多となる23本塁打、67打点をマークしてメジャーで長打力が開花した。守備では、三塁手を130試合守ったが、19失策、守備率.945、DRS-10と相変わらず拙守だった。
2004年も三塁手のレギュラーで起用されていたが、プエルトリコで公式戦が開催された際、球場へのトンネルで転倒して肘を故障し、DL入りした。復帰後も三塁手で起用されたが、ハイペースでエラーを犯し (66試合の三塁守備で16失策、守備率.904) 、ラッセル・ブラニアンにレギュラーの座を奪われた。しかし、ブラニアンが三振を量産したため、2005年はヘルムズとブラニアンで正三塁手を争う事になった。
2005年は代打での起用が主になったが、95試合で打率.298、4本塁打、24打点という好成績をマークした。OPS0.815も、メジャーで80試合以上に出場したシーズンとしては、最高の数値（当時）であった。12月30日に、フロリダ・マーリンズへ移籍。

### マーリンズ時代
2006年は、対左投手用として自己最高となる140試合に出場。278打席ながら打率.329、10本塁打、47打点、OPS0.965という素晴らしい成績を記録した。この年は88試合のファースト守備で無失策だった。シーズンオフの11月15日、フィラデルフィア・フィリーズと2年総額550万ドルの契約を結んだ。

### フィリーズ時代
2007年は112試合に出場したが、前年とは一転して不調に陥り、打率.246、5本塁打、39打点という成績にとどまった。
2008年4月2日にDFAとなり、5日に金銭トレードでフロリダ・マーリンズへ移籍した。

### マーリンズ時代

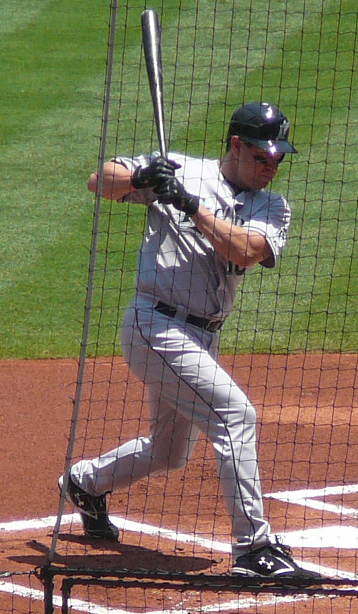
フロリダ・マーリンズ時代
(2008年8月4日)

マーリンズでは2008年から2010年まで、主にバックアップ要員として毎年100試合以上に出場した。
2011年は左かかとの怪我が悪化し、打率が2割を下回るなど不調が続き、8月14日に解雇された。

### ブレーブス傘下時代
2011年8月19日にアトランタ・ブレーブスとマイナー契約を結んだが、8月31日に解雇された。

### 現役引退後
2018年にフィリーズ傘下AAA級リーハイバレー・アイアンピッグスのベンチコーチに就任。
2019年からはシカゴ・ホワイトソックス傘下AA級バーミングハム・バロンズでベンチコーチを務めた。
2020年からは、地元のノースカロライナ州を本拠地とするホワイトソックス傘下AAA級シャーロット・ナイツの監督を務めている。

## 詳細情報

### 年度別打撃成績
| 年 度      | 球 団      | 試 合 | 打 席 | 打 数 | 得 点 | 安 打 | 二 塁 打 | 三 塁 打 | 本 塁 打 | 塁 打 | 打 点 | 盗 塁 | 盗 塁 死 | 犠 打 | 犠 飛 | 四 球 | 敬 遠 | 死 球 | 三 振 | 併 殺 打 | 打 率 | 出 塁 率 | 長 打 率 | O P S |
| ---------- | ---------- | ----- | ----- | ----- | ----- | ----- | -------- | -------- | -------- | ----- | ----- | ----- | -------- | ----- | ----- | ----- | ----- | ----- | ----- | -------- | ----- | -------- | -------- | ----- |
| 1998       | ATL        | 7     | 13    | 13    | 2     | 4     | 1        | 0        | 1        | 8     | 2     | 0     | 0        | 0     | 0     | 0     | 0     | 0     | 4     | 0        | .308  | .308     | .615     | .923  |
| 2000       | ATL        | 6     | 5     | 5     | 0     | 1     | 0        | 0        | 0        | 1     | 0     | 0     | 0        | 0     | 0     | 0     | 0     | 0     | 2     | 0        | .200  | .200     | .200     | .400  |
| 2001       | ATL        | 100   | 239   | 216   | 28    | 48    | 10       | 3        | 10       | 94    | 36    | 1     | 1        | 0     | 1     | 21    | 2     | 1     | 56    | 3        | .222  | .293     | .435     | .728  |
| 2002       | ATL        | 85    | 231   | 210   | 20    | 51    | 16       | 0        | 6        | 85    | 22    | 1     | 1        | 1     | 6     | 11    | 2     | 3     | 57    | 5        | .243  | .283     | .405     | .688  |
| 2003       | MIL        | 134   | 536   | 476   | 56    | 124   | 21       | 0        | 23       | 214   | 67    | 0     | 1        | 0     | 7     | 43    | 3     | 10    | 131   | 10       | .261  | .330     | .450     | .780  |
| 2004       | MIL        | 92    | 306   | 274   | 24    | 72    | 13       | 1        | 4        | 99    | 28    | 0     | 1        | 1     | 2     | 24    | 1     | 5     | 60    | 10       | .263  | .331     | .361     | .692  |
| 2005       | MIL        | 95    | 188   | 168   | 18    | 50    | 13       | 1        | 4        | 77    | 24    | 0     | 1        | 0     | 3     | 14    | 0     | 3     | 30    | 7        | .298  | .356     | .458     | .814  |
| 2006       | FLA        | 140   | 278   | 240   | 30    | 79    | 19       | 5        | 10       | 138   | 47    | 0     | 4        | 6     | 5     | 21    | 1     | 6     | 55    | 7        | .329  | .390     | .575     | .965  |
| 2007       | PHI        | 112   | 308   | 280   | 21    | 69    | 19       | 0        | 5        | 103   | 39    | 0     | 0        | 2     | 4     | 19    | 2     | 3     | 62    | 10       | .246  | .297     | .368     | .665  |
| 2008       | FLA        | 132   | 278   | 251   | 28    | 61    | 11       | 0        | 5        | 87    | 31    | 0     | 0        | 0     | 5     | 17    | 0     | 5     | 65    | 6        | .243  | .299     | .347     | .646  |
| 2009       | FLA        | 113   | 234   | 214   | 18    | 58    | 11       | 0        | 3        | 78    | 33    | 1     | 1        | 1     | 3     | 13    | 1     | 3     | 54    | 10       | .271  | .318     | .364     | .682  |
| 2010       | FLA        | 127   | 287   | 254   | 25    | 56    | 12       | 4        | 4        | 88    | 39    | 0     | 2        | 0     | 3     | 26    | 1     | 4     | 76    | 7        | .220  | .300     | .346     | .646  |
| 2011       | FLA        | 69    | 124   | 110   | 10    | 21    | 5        | 0        | 0        | 26    | 6     | 0     | 0        | 1     | 0     | 11    | 1     | 2     | 35    | 2        | .191  | .276     | .236     | .513  |
| 通算：13年 | 通算：13年 | 1212  | 3027  | 2711  | 280   | 694   | 151      | 14       | 75       | 1098  | 374   | 3     | 12       | 12    | 39    | 220   | 14    | 45    | 687   | 77       | .256  | .318     | .405     | .723  |

### 背番号
- 9（1998年）
- 18（2000年 - 2007年）
- 39（2008年）